# Нарк Тямпасакський
Нарк (1774–1850) — восьмий володар королівства Тямпасак за умов сіамської окупації.
Був молодшим братом короля Хуая. 1840 року король Рама III призначив його на посаду віцекороля Тямпасаку, а вже наступного року, після смерті брата, той став новим королем, хоча він був лише формальним правителем, оскільки від 1829 року державу було окуповано Сіамом.
Помер 1850 року в Бангкоку від холери. Наступником Нарка на троні став Буа, проте він так і не зійшов на престол — святкування його призначення настільки затягнулось, що він помер, так і не потрапивши до своїх володінь.